# Václav Jurečka (ekonom)
Václav Jurečka (*10. listopadu 1943 Kunčice nad Ostravicí) je český ekonom a vysokoškolský pedagog.

## Život a dílo
V roce 1967 absolvoval inženýrské studium na Fakultě politické ekonomie (nyní Fakulta národohospodářská)  Vysoké školy ekonomické v Praze. V roce 1991 byl jmenován docentem a v roce 1993 profesorem v oboru Obecná ekonomie na Ekonomické fakultě, VŠB-Technické univerzitě Ostrava.
Na Ekonomické fakultě Vysoké školy báňské – Technické univerzity Ostrava působí od jejího založení, nejdříve externě, jako zaměstnanec Hutnického institutu a od roku 1982 na plný úvazek. Osmnáct let (1993 – 2005) zde vedl katedru ekonomie a výrazně se podílel na jejím rozvoji jak ve sféře pedagogické tak i vědeckovýzkumné. Od zahájení doktorského studia v oboru Ekonomie po dvě desetiletí (1996–2016) předsedal oborové radě tohoto oboru na Ekonomické fakultě.
Dlouhodobě se věnoval výzkumu ekonomického chování malých ekonomik evropského typu a dějin české ekonomie. Svůj odborný zájem zaměřoval také na úlohu institucionálních faktorů v ekonomickém růstu a na pedagogizaci institucionální ekonomie, jejíž výuku na fakultě založil.
Jeho rozsáhlá publikační činnost je zaměřena do výše uvedených tematických oblastí. Mezi jeho nejvýznamnější práce patří monografie K problému ekonomických specifik malých západoevropských zemí, Svazek 101,Vydání 1, vydaná nakladatelstvím Academia. Práce se stala základem pro rozvoj této problematiky.
Dále vysokoškolské učebnice Mikroekonomie a Makroekonomie opakovaně vydávané nakladatelstvím Grada, které jako vedoucí autorského kolektivu připravil s kolegy katedry ekonomie. Řada statí byla publikována v časopise Politická ekonomie.